# Hans Fleischmann
Hans Fleischmann ( 1875 - 1928 ) fue un botánico alemán, y orquideólogo .

## Algunas publicaciones
- hans Fleischmann. 1914. Orchideen der Insel Curzola. 4 pp.

- ----------------------. 1913. Ein neuer Circium-Bastard: aus dem nachgelassenen Herbare Mich. Ferd. Müllners. 3 pp.

- ----------------------. 1911. Ophrys schulzei Bornm. et Fleischm. 2 pp.

- ----------------------, karl Rechinger. 1910. Botanische und zoologische ergebuisse einer wissenschaftlichen forschungsreise nach den Samoa-inseln, dem Neuguinea, archipel und den Salomoninseln, von märz bis dezember 1905. Editor K.K. Hof, 14 pp.

- ----------------------. 1904. Zur Orchideen-Flora Lussins ... Editor K.K. Zoologisch-botanische Gesellschaft, 8 pp.

## Honores
Miembro de
- Academia Vienesa de Ciencias
- Sociedad de Horticultura

### Epónimos
- (Loganiaceae) Geniostoma fleischmannii Rech.[1]

- (Orchidaceae) Epipactis fleischmannii Heimerl[2]

- (Orchidaceae) Ophrys fleischmannii Hayek[3]

- La abreviatura «H.Fleischm.» se emplea para indicar a Hans Fleischmann como autoridad en la descripción y clasificación científica de los vegetales.[4]